# وزارة الصحة الإيطالية
وزارة الصحة الإيطالية (بالإيطالية: Ministero della Salute)‏ هي وزارة حكومية في إيطاليا . يقع مقرها الرئيسي في روما  ويرأسها وزير الصحة الإيطالي .
قامت الوزارة بتطوير الهرم الغذائي الإيطالي ( Piramide Alimentare Italiana ) لتوجيه تخطيط الغذاء والوجبات. تُظهر الأقسام تناولًا صحيًا للمياه والفواكه والخضروات والنشويات (الخبز والبسكويت والمكرونة وما إلى ذلك)، والبروتين (اللحوم واللحوم الباردة والبيض والأسماك وما إلى ذلك)، والحليب ومنتجات الألبان، والاستخدامات العرضية (الزيوت، الحلويات والكحول). يهدف الهرم إلى تمثيل مجموعة متنوعة من الأطعمة التي يتم تناولها على مدار أسبوع كامل، بمتوسط حصص يومية.
أحد الأمثلة على تشريعاتهم هو تسجيل الأجهزة الإيطالي لتلبية توجيهات الأجهزة الطبية الخاصة بالمجموعة الاقتصادية الأوروبية وأكثر من ذلك إذا لزم الأمر.